# Drachentaube

Drachentaube als Wappentier

Die Drachentaube ist ein heraldisches mythisches Tier, eine Chimäre mit Kopf und Körper einer Taube und Flügeln, Beinen und Schwanz eines Drachen.
Als gemeine Figur ist sie ein Wappentier in der Heraldik. Sie kommt sehr selten im oder über dem Wappen vor.
Diese Drachentaube wird Dragon, auch Dragonertaube genannt und der Name steht in der realen Welt auch für Orientalische Tauben.